# Cirus
Cirus (lat. cirrus: kovrčica, međunarodna kratica Ci) je visoki oblak u obliku bijelih vlakana, bjeličastih pločica ili koprena. Prema obliku može biti castellanus (poput dvorca s tornjevima), fibratus (vlaknast), floccus (poput pramena vune), spissatus (zgusnut) i uncinus (kukičast). Tanak je i ne baca sjenu. Mogu biti debeli nekoliko stotina metara do 1-2 km. Sastavljen od ledenih kristalića od 0,01 - 0,1 mm. Pojavljuje se u umjerenim zemljopisnim širinama na visini između 5 i 13 kilometara. Cirus ne daje oborine.
Cirusi su ledeni, paperjasti oblaci, vlaknastog, koprenastog ili čupavog izgleda s bijelim, često svilenkastim sjajem. Oblačne niti su katkad ravne, katkad nepravilne i zakrivljene, a katkad zamršeno isprepletene. Krajem dana, neposredno nakon zalaska Sunca, oni mijenjaju boju u narančastu, žutu, ružičastu i konačno postaju sivi. Oni nikad ne daju oborinu. Kondenzirani trag koji ostavljaju zrakoplovi što lete na velikim visinama, zapravo su vrsta cirusnih oblaka. Trag se stvara kad se vodena para koju ispušta zrakopolov smrzava u ledene kristaliće. Cirusi su razdvojeni oblaci u obliku bijelih ili bjeličastih niti, pramenova, vlakana, banaka ili pruga. Pramenovi su ponekad i zamršeni.

## Vrste oblaka prema visini i obliku
Osnovna podjela oblaka temelji se na činjenici da je, usprkos velikoj raznolikosti oblaka, moguće izdvojiti ograničen broj svojstvenih oblika, koji se često mogu naći u gotovo svim dijelovima svijeta. Takva podjela svojstvenih oblika sadrži podjelu na rodove, vrste i podvrste, a kao dopunu daje i odlike koje detaljnije opisuju pojedina svojstva oblaka. Druga osnovna podjela odnosi se na visinu na kojoj se pojavljuju oblaci.
S obzirom na visinu nad tlom na kojoj se pojavljuju, razlikuju se niski, srednji i visoki oblaci te oblaci okomitog razvoja. U umjerenim zemljopisnim širinama niski oblaci nalaze se na visinama između tla i 2 km, srednji na visinama između 2 i 7 km, a visoki između 7 i 13 km. Oblaci okomitog razvoja pojavljaju se u pravilu na visinama između 800 m i 13 km (iznimno i do 16 km). Gornje su granice slojeva oblaka u tropima podignute za koji kilometar, a u polarnim su predjelima za nekoliko kilometara spuštene.
Prvu morfološku razredbu oblaka izradio je 1803. engleski amaterski meteorolog Luke Howard (1772. – 1864.) i ona se u proširenom obliku zadržala do danas. Osnovna je pretpostavka te podjele da je unatoč velikoj raznovrsnosti oblika oblaka moguće izdvojiti 10 vrsta karakterističnih oblika koji se nalaze u svim krajevima svijeta:
- visoki oblaci: cirus (Ci), cirostratus (Cs) i cirokumulus (Cc),
- srednje visoki oblaci: altostratus (As) i altokumulus (Ac),
- niski oblaci: stratokumulus (Sc), stratus (St) i nimbostratus (Ns),
- oblaci okomitog razvoja: kumulus (Cu) i kumulonimbus (Cb).

Vrste se dalje dijele na podvrste: castellanus (poput dvorca s tornjevima), fibratus (vlaknast), floccus (poput pramena vune), fractus (izlomljen), lentikularis (lećast), nebulosus (bezobličan), stratiformis (slojevit), uncinus (kukičast), spissatus (zgusnut) i tako dalje. Neki oblici dodatno karakteriziraju pojedine oblake, na primjer vrh u obliku nakovnja (inkus) ili vrećaste izbočine na podnici (mamatus).

## Slike
|                                      |                                     |                                              |                                     |
| Cirrus fibratus ili vlaknasti cirus. | Cirrus uncinus ili kukičasti cirus. | Cirrus fibratus radiatus ili zrakasti cirus. | Cirrus uncinus ili kukičasti cirus. |

## Vanjske poveznice
|  | Zajednički poslužitelj ima stranicu o temi Cirrus clouds |